# Стріча
Стріча або Доля — праукраїнська богиня доброї долі — одне з втілень Рожаниці, яка відає про майбутнє подружніх пар, народження дітей (втілення нових душ). Вона визначає призначення людини, тому при народженні наділяє немовлят всіма чеснотами, пророкує їм майбутнє. Доля, як і Мокоша, є втіленням Матері Лади. Вона відає про все, що було, є і буде з кожною людиною. Доля визначає, чого потрібно навчитися кожній людській душі, коли вона у черговий раз повертається на Землю.
Долю завжди треба умилостивлювати принесенням їй подарунків. В пожертву Долі приносилася: каша, вовна, нитки, вино, хустки, посуд, стрічки, хліб, мед, молоко. Дослівно доля означає «частина, частка».
Богиня доброї долі уявляється в образі вродливої молодої жінки, яка пряде міцну рівну золоту нитку людської долі. Символами Долі є веретено, прясельце, клубок ниток.
Долі-Стрічі присвячений день Стрітення (1-2 лютого за відновленим язичницьким календарем). Цього дня, за народною вірою, Богиня Зима зустрічається з Богинею Весною. Весну уявляли у вигляді молодої дівчини, прикрашеної квітами, зіллям, радісної й сонячної красуні, а Зиму — в образі злої старої жінки в сніжних хутрах, від якої віє холодом, морозом. Дві суперниці змагаються, хто кого переможе. По тому, як змінюється погода цього дня, визначають, яким буде літо, врожай цього року. Як правило, це перший зимовий день, в який сонце світить надзвичайно яскраво. Отже, астрономічно свято Стрітення настає значно раніше, ніж це відзначає православна церква, яка запозичила назву цього свята. У наших сусідів західних слов'ян збереглися звичаї цього дня закликати Богиню Стрічу в гостину, пригощати її доброю стравою. Тоді вона розщедриться і подарує господарям щастя.
У цей день співаються пісні-замовляння на тепло та добре літо, відбуваються гадання. «Доленько, Доле, дай мені збіжжя, теплу одежу ще й силу ведмежу».
Суперниця Стрічі — Нестріча, тобто зла доля (недоля). Існує повір'я, що Нестрічу треба відганяти й посилати її ворогам. Недолю приходить до людей, які зраджують Рідну Віру, закони Права і предківський Звичай-Покон.
Восени на свято Долі (24 листопада) дівчата готують кашу і в горщику виносять за поріг, закликаючи її «Доле, Доле, йди до нас кашу їсти !».
У Велесовій Книзі Доля-Стріча має ще ім'я Ясна. Вона згадується при народженні Дажбожих онуків «вже Ясна тче йому» (дошка 16), тобто мова йде про нитку життя, яку тче Богиня; Стріча (Перуниця) також є жіночою блискавичною потугою поруч з Перуном, що уособлює чоловічу громову потугу (дошки 7-В, 28).

## Сербська міфологія
Среча (укр. щастя, удача) — сербська богиня долі. Вона пряде нитку життя, як помічниця великої богині Мокош. Її роль така ж, як і в слов'янської богині Доля, тобто принесення удачі тому на кого посміхається богиня Мокош. А також вона відповідає за захист отар і полів фермерів. Її ім'я також може вомовлятись як Срека або Сретя.